# 埃德韦希特
埃德韦希特（德語：Edewecht，發音：[ˈeːdəˌvɛçt]）是德国下萨克森州阿默兰县的市镇，面积113.85平方千米，2023年12月31日人口为23,061人。